# Llanfechell
Llanfechell es una localidad situada en el condado de Anglesey, en Gales (Reino Unido), con una población estimada a mediados de 2016 de 591 habitantes.
Se encuentra ubicada al noroeste de Gales, en la isla de Anglesey, cerca de la costa del mar de Irlanda y frente a la península de Lleyn.